# Reprezentacja Hongkongu U-20 w rugby union mężczyzn
Reprezentacja Hongkongu U-20 w rugby union mężczyzn – juniorski zespół Hongkongu w rugby union. Za jego funkcjonowanie odpowiedzialny jest Hong Kong Rugby Football Union, członek Asia Rugby oraz World Rugby.
Został stworzony w celu uczestniczenia w organizowanych przez IRB turniejach – Junior World Championships i Junior World Rugby Trophy – zastępujących zlikwidowane mistrzostwa drużyn U-19 i U-21.

## Turnieje
| Rok  | Turniej           | Miejsce           | Źródło            |
| ---- | ----------------- | ----------------- | ----------------- |
| 2008 | nie brała udziału | nie brała udziału | nie brała udziału |
| 2009 | nie brała udziału | nie brała udziału | nie brała udziału |
| 2010 | nie brała udziału | nie brała udziału | nie brała udziału |
| 2011 | nie brała udziału | nie brała udziału | nie brała udziału |
| 2012 | nie brała udziału | nie brała udziału | nie brała udziału |
| 2013 | nie brała udziału | nie brała udziału | nie brała udziału |
| 2014 | JWRT              | 8.                |                   |
| 2015 | WRT               | 8.                |                   |
| 2016 | WRT               | 7.                |                   |
| 2017 | WRT               | 8.                |                   |